# Ellsworth (Minnesota)
Ellsworth è un comune degli Stati Uniti d'America, situato nello Stato del Minnesota, nella Contea di Nobles.